# Antifa (Zeitschrift)
antifa. Magazin für antifaschistische Politik und Kultur wird vom Bundesausschuss der Vereinigung der Verfolgten des Naziregimes – Bund der Antifaschistinnen und Antifaschisten (VVN-BdA) herausgegeben und versteht sich als antifaschistische Zeitschrift. Sie erscheint zweimonatlich in Berlin und wird bundesweit verkauft. Die Auflage ist 10.000 Stück (Stand 2023).
Die Zeitschrift erschien von 1975 bis 1989 unter dem Titel Der antifaschistische Widerstandskämpfer und wurde monatlich von der Zentralleitung des Komitees der Antifaschistischer Widerstandskämpfer der DDR herausgegeben. Zuvor war das Blatt als Bulletin des Komitees der Antifaschistischen Widerstandskämpfer in der Deutschen Demokratischen Republik erschienen. Seit 1990 erscheint das Magazin unter dem Titel antifa; die Zeitschrift Antifa-Rundschau ging 2003 in antifa über.
Das Magazin berichtet über das deutsche und internationale politische Geschehen und liefert Kommentare, Argumentationen, Analysen, Interviews und Porträts und Pro und Kontra zu brisanten Problemen des Zeitgeschehens. Sie informiert über Geschichts- und Gedenkstättenarbeit sowie Tatsachen und Hintergründe zum Thema Neofaschismus. Regelmäßig erscheinen sogenannte „Spezial“-Seiten zu Schwerpunktthemen und theoretischen Auseinandersetzungen mit historisch bedeutsamen Ereignissen. Als Mitgliederzeitschrift der VVN-BdA berichtet sie aus der Arbeit des Verbandes. Ein umfangreicher Kulturteil informiert über Neuerscheinungen antifaschistischer Literatur auf dem Büchermarkt und bietet Rezensionen zu Filmen und Ausstellungen.
Unter den Gastautoren sind regelmäßig Abgeordnete der Linkspartei im Bundestag und verschiedenen Landtagen, ebenso wie nicht parteigebundene Persönlichkeiten aus Kultur und Wissenschaft der Bundesrepublik Deutschland. 2021 schrieb die damalige hessische SPD-Landtagsabgeordnete und spätere Bundesinnenministerin Nancy Faeser als Gastautorin über den NSU 2.0.
Als Beilage der antifa erscheinen die Regionalbeilagen. Diese sind auf der Website der Landesvereinigung der VVN-BdA Nordrhein-Westfalen digital als PDF verfügbar.

## Rezeption
Die Konrad-Adenauer-Stiftung schrieb zum Magazin: „Es ist wenig attraktiv für Jüngere, weil sich seine Trägerorganisation vor allem aus alten stalinistischen Widerstandskämpfern, kommunistischen Funktionären und deren Mitläufern aus Ost und West zusammensetzt, die geistig im „verordneten Antifaschismus“ der DDR stehen geblieben sind.“
Im Zuge der Debatte um Nancy Faesers Gastbeitrag wurde aber auch Unterstützung des Verbandes durch Abgeordnete der Grünen geäußert. Sven Kindler sagte dazu: "Die CDU/CSU-Innenminister vor Faeser haben jahrelang Hans-Georg Maaßen und seine Machenschaften als Präsident des Verfassungsschutzes gedeckt. Die Erwähnung des VVN-BdA im Verfassungsschutzbericht in Bayern ist das eigentliche Problem, über das diskutiert werden sollte."